# کفال کیپ ورد
کفال کیپ ورد (نام علمی: Chelon bispinosus) نام یک گونه از سرده کشف‌ماهی‌ها است.